# Casbia felix
Casbia felix är en fjärilsart som beskrevs av Louis Beethoven Prout 1916. Casbia felix ingår i släktet Casbia och familjen mätare. Inga underarter finns listade i Catalogue of Life.